# Oïdium du chêne

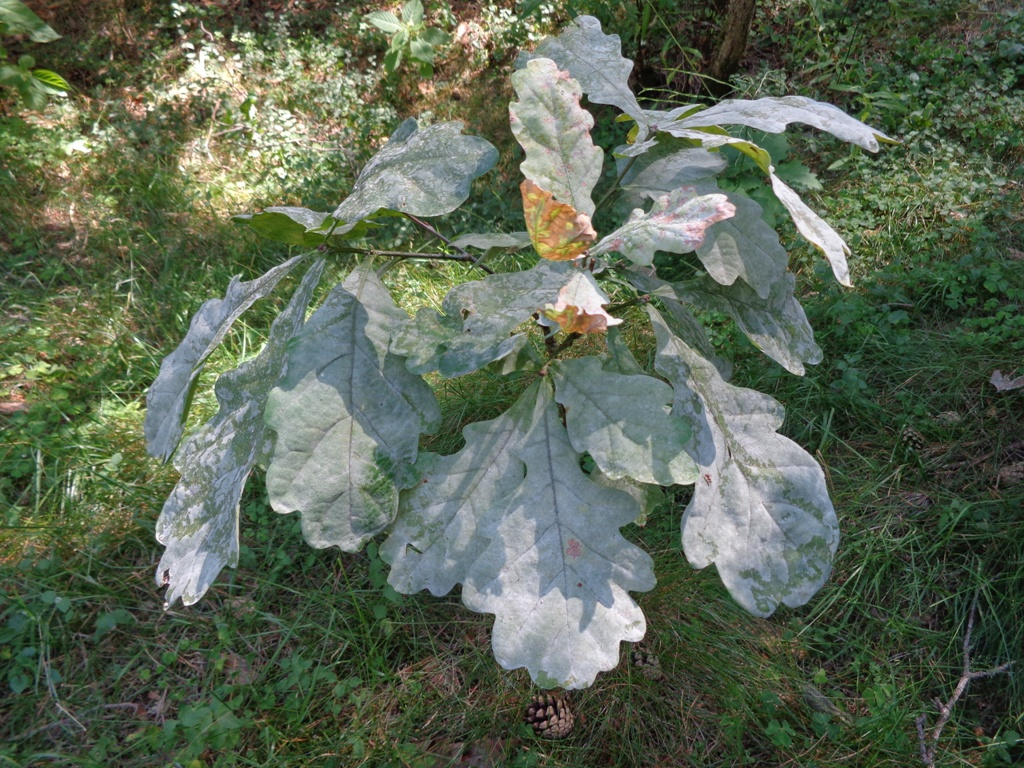
Erysiphe alphitoides sur feuilles de chêne.

L’oïdium du chêne est une maladie cryptogamique foliaire affectant surtout les chênes blancs. C'est un des principaux parasites du chêne. Il infecte de très nombreuses espèces du genre chêne. Cette maladie est provoquée en Europe par plusieurs champignons ascomycètes. Les plus communs sont Erysiphe alphitoides et Erysiphe quercicola. Phyllactinia guttata et Erysiphe hypophylla sont beaucoup moins fréquents. Une hypothèse concernant l'apparition de la maladie veut que les formes d'Erysiphales responsables de la maladie aient été introduites en Europe au début du XXe siècle.  

## Historique de la maladie
Bien que des symptômes d’oïdium sur chênes  aient été décrits en Suisse, au Portugal et en Italie précédemment, la maladie apparaît de façon épidémique en Europe en 1907,. À partir de 1908, la maladie se propage rapidement en Europe puis  sur les autres continents. Il semble actuellement que le champignon présente une aire de distribution mondiale recouvrant totalement celle de ses hôtes. 
Deux hypothèses majeures ont été formulées quant à l'origine de la maladie : 
- la première se basant sur l’introduction d’une espèce parasite exotique, conçue par analogie avec l’apparition d’autres maladies d’origine nord-américaine comme l’oïdium de la vigne[1]. Il semble pourtant que les chênes américains soient peu sensibles, voire résistants, à l’oïdium européen.
- la seconde sur l’augmentation de l’agressivité d’une espèce indigène, originellement non pathogène du chêne, qui aurait ainsi pu s’adapter à un nouvel hôte. soutenue par le fait que les organismes responsables de la maladie chez le chêne semblent être capables d’infecter d’autres arbres comme le châtaignier (Castanea sativa et Castanea crenata) ou des espèces comme les pivoines arbustives (Paeonia lutea)[5].

## Taxinomie
L’oïdium du chêne est provoqué par plusieurs champignons. 
- Classe : Leotiomycètes
- Ordre : Erysiphales
- Famille : Erysiphacées[6]
- Genre : Erysiphe (le plus commun)
- Espèce : Erysiphe alphitoides, Erysiphe quercicola, Erysiphe hypophylla

La classification des Erysiphales reste encore très discutée et peu claire. 

## Symptomatologie

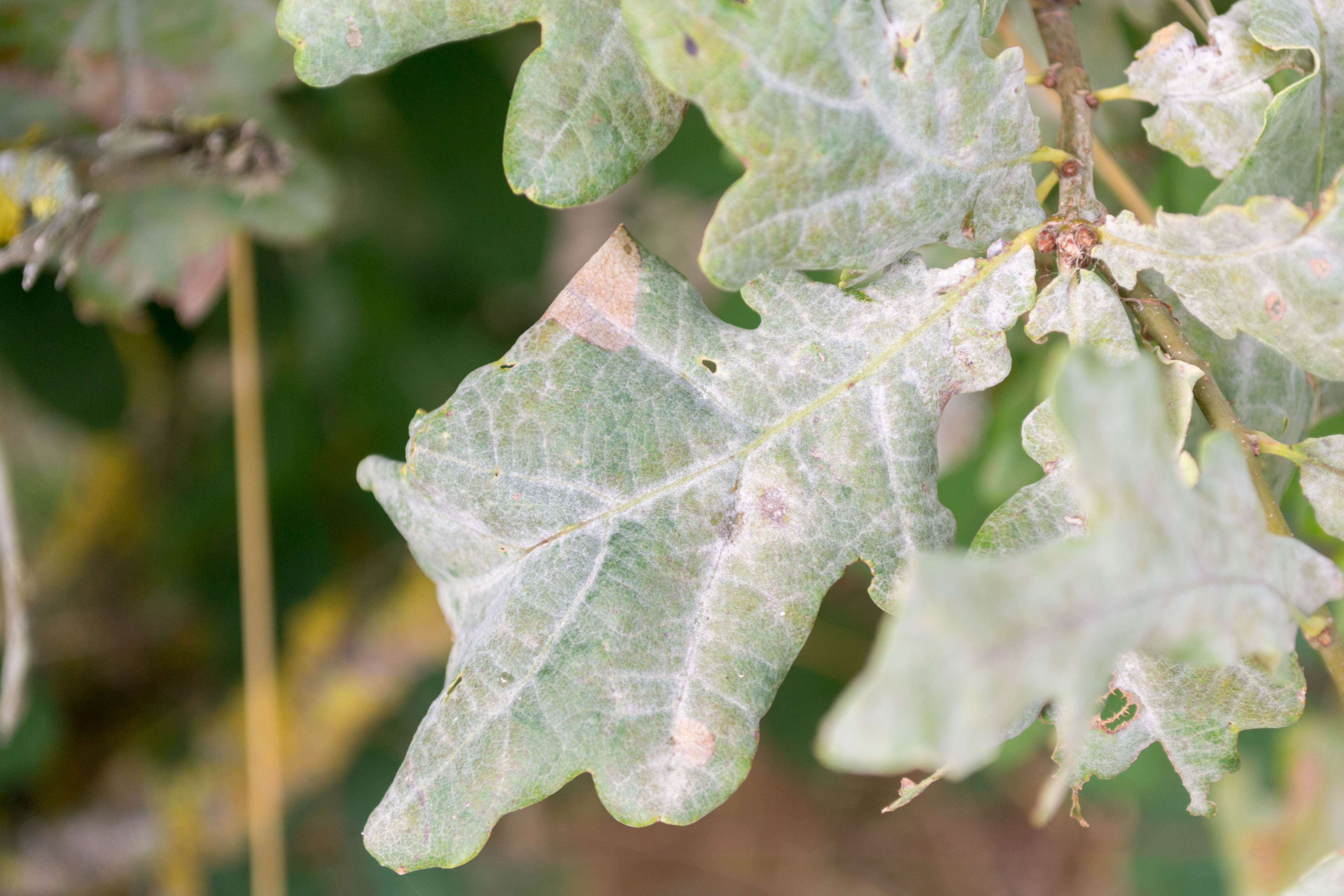
Forte attaque d’oïdium sur chêne pédonculé

La maladie se manifeste principalement par des taches blanches, poudreuses à la surface des feuilles. On peut également observer un mycélium assez diffus à la loupe binoculaire ou même parfois à l'œil nu. 
Les champignons responsables de l'oïdium du chêne sont des parasites biotrophes. L’infection par ces champignons entraine : 
- une diminution du taux de carbone dans les feuilles oïdiées,
- une diminution du taux d’azote de toutes les feuilles des plants infectés,
- une réduction de 15 à 30 % de la conductance stomatique (selon le niveau d’infection des feuilles),
- une réduction de l’assimilation de CO2,
- une réduction de la capacité photosynthétique (en termes de quantité de réaction), du fait d’une réduction des flux d’électrons et de la vitesse maximale de carboxylation,

En cas d’infection sévère et précoce on peut observer des nécroses sur la feuille. 
L’hypothèse d’une détérioration de la chlorophylle par le pathogène a été émise, elle est soutenue par la démonstration que des chênes mutants déficients en chlorophylle sont plus résistants à l’oïdium du chêne.

## Impact
Si l’impact de l’oïdium sur le fonctionnement des feuilles infectées est assez fort, son impact global sur les arbres atteints est généralement modéré. La principale raison est l’arrivée tardive de l’agent pathogène dans la saison de végétation. Le chêne a une croissance par vague et produit trois unités de croissance, fin avril à début mai, puis fin juin et enfin en août. Les feuilles ne sont réceptives à l’infection par l’oïdium que durant leur phase de croissance. Une fois pleinement développées, elles ne sont plus sensibles. Or l’oïdium n’est pratiquement pas présent au moment de la formation de la première unité de croissance au début du printemps et celle-ci échappe de ce fait à l’infection. Les unités de croissance de juin et août sont par contre souvent fortement infectées. Sur un chêne adulte, la première unité de croissance représente environ 90 % de la surface foliaire et l’infection par l’oïdium, si elle est spectaculaire et fortement visible, ne touche donc généralement qu’une faible part des feuilles de l’arbre. Enfin, il existe des différences entre les espèces de chêne pour la sensibilité à l’oïdium. Le chêne pédonculé, Quercus robur est le plus sensible, suivi du chêne pubescent, Quercus pubescens, et du chêne sessile, Quercus petraea.
Cette situation favorable est compromise quand les arbres produisent l’ensemble de leur surface foliaire tardivement, fin mai à début août. Ainsi, certains chênes, dits « tardifs » ou « chênes de juin » présents dans différentes régions de France (Val de Saône ou Forêt de Vierzon par exemple) débourrent fin mai à début juin. Ceci peut aussi arriver quand les arbres sont taillés ou bien défoliés par des insectes (chenilles qui consomment les feuilles) ou par un gel tardif. Dans ces conditions, l’oïdium peut infecter très fortement l’ensemble de la surface foliaire et pratiquement défolier les arbres atteints une seconde fois. Les conséquences peuvent alors être désastreuses pouvant aller jusqu’au dépérissement et à la mortalité des arbres ,. 
L’impact de l’oïdium est aussi plus fort sur les arbres jeunes sur lesquels les unités de croissance de juin et août représentent une part sensiblement plus importante de la surface foliaire. Dans les régénérations de chênes, il a été montré que l’oïdium provoquait des mortalités des semis et des retards de croissance très significatifs des jeunes plants.

## Traitement
Cette maladie ayant généralement un faible impact sur les arbres, il n’est pas recommandé de traiter les individus atteints, le coût de l'opération étant souvent supérieur au bénéfice retiré. Cependant on observe tout de même de la mortalité chez les jeunes plants infectés. Ceux-ci sont donc généralement traités par des fongicides soufrés ou chlorés (solution classique de traitement des oïdiums). 